# Turn On The Power
Turn On The Power, album utgivet 1986 av det svenska hårdrocksbandet Mindless Sinner. 2003 gavs skivan ut pånytt i en kraftigt utökad version.

## Låtlista
1. We Go Together (3:43)
2. I'm Gonna (Have Some Fun) (3:38)
3. Turn On The Power (4:55)
4. Live And Die (3:32)
5. Left Out On My Own (3:44)
6. Here She Comes Again (3:41)
7. Standing On The Stage (4:17)
8. Voice Of The Doomed (4:31)
9. Tears Of Pain (5:20)

### På återutgåvan
1. We Go Together (3:43)
2. I'm Gonna (Have Some Fun) (3:38)
3. Turn On The Power (4:55)
4. Live And Die (3:32)
5. Left Out On My Own (3:44)
6. Here She Comes Again (3:41)
7. Standing On The Stage (4:17)
8. Voice Of The Doomed (4:31)
9. Tears Of Pain (5:20)
10. Rock And Roll Man (Demo) (4:14)
11. A Long Time Ago (Demo) (4:38)
12. Time Of Pleasure (Demo) (3:31)
13. Step Into The Fire (Demo) (4:36)
14. Point Below Zero (Demo) (4:01)
15. We Go Together (Live '02) (3:52)
16. Turn On The Power (Live '02) (4:53)
17. Here She Comes Again (Live '02) (3:47)
18. Live And Die (Live '02) (3:37)
19. Voice Of The Doomed (Live '02) (4:57)

## Medverkande
- Sång: Christer Göransson
- Gitarr: Magnus Danneblad
- Gitarr: Jerker Edman
- Bas: Christer Carlson
- Trummor: Tommy Viktorsson